# Simeon Zvenigorodski
Le prince Simeon Grigorievitch Zvenigorodski (en russe : Семён Григорьевич Звенигородский, mort après 1625) est un voïvode, boyard et diplomate russe, fils cadet du prince Grigori Vassilievitch Zvenigorodski.

## Carrière
En 1589 il est envoyé par le tsar Fedor en Kakhétie (région de la Géorgie moderne), pour offrir le soutien de la Russie au prince Alexandre II.
L'empire ottoman, s'étant emparé de la Géorgie occidentale, disputait à la Perse la partie orientale. Alexandre, pressé par deux voisins si puissants, députa vers Fédor pour le prier d'accepter sa soumission, de construire des forteresses sur le Terek, et d'envoyer vingt à trente mille hommes, afin de protéger le royaume contre l'influence de ses voisins. Le prince Zvenigorodski, chargé d'aller négocier une affaire aussi importante, arriva à la cour d'Alexandre, qui, baisant la croix, jura avec ses trois fils, Héraclius, David, Georges et avec toute la nation, de rester fidèle au tsar de Moscou et d'envoyer tous les ans cinquante pièces de draps d'or et dix tapis brodés en or et en argent. 
À ces conditions la Russie promit secours et protection. Alexandre rassembla une armée de quinze mille hommes, qu'il mit à la disposition du prince Zvenigorodski. Le négociateur fit venir de la Russie des prêtres grecs. Le prince s'engagea, au nom de son souverain, à rétablir les villes et les temples dont on ne voyait plus que les ruines. Dans son récit, Zvenigorodski assure n'avoir trouvé que deux petites villes appelées Krim et Zhahem, avec un petit nombre de bourgs et de couvents. C'est depuis cette époque que les tsars russes se nomment Souverains d'Ibérie, tsars de Géorgie, de la Kabardie, et princes de la Circassie.[réf. nécessaire] Après avoir terminé cette affaire si importante, le prince Zvenigorodski revint à Moscou.
En 1592 il fut envoyé à Kola, sur les frontières de la Norvège et de la Laponie, où, sur la demande de Christian IV, roi de Danemark, devait se tenir un congrès entre la Russie et le Danemark. Cette assemblée n'eut pas les résultats que l'on en attendait cependant on y fit des stipulations favorables au commerce de la Russie avec l'Angleterre et le Danemark.

## Source
« Simeon Zvenigorodski », dans Louis-Gabriel Michaud, Biographie universelle ancienne et moderne : histoire par ordre alphabétique de la vie publique et privée de tous les hommes avec la collaboration de plus de 300 savants et littérateurs français ou étrangers, 2e édition, 1843-1865 [détail de l’édition]